# Schempp-Hirth Duo Discus
Schempp-Hirth Duo Discus là một loại tàu lượn 2 chỗ hiệu năng cao của Đức. Nó thường được dùng để huấn luyện nâng cao.

## Tính năng kỹ chiến thuật (XL)
Đặc điểm tổng quát
- Kíp lái: 2
- Sức chứa: 200 kg (440 lb)
- Chiều dài: 8.73 m (28 ft 3 in)
- Sải cánh: 20.00 m (65 ft 7 in)
- Chiều cao: ~ 1.60 m (5 ft 3 in)
- Diện tích cánh: 16.4 m2 (176 ft2)
- Tỉ số mặt cắt: 24.4
- Kết cấu dạng cánh: DFVLR HX 83
- Trọng lượng rỗng: 410 kg (900 lb)
- Trọng lượng có tải: 700 kg (1,540 lb)

Hiệu suất bay
- Vận tốc cực đại: 263 km/h (164 mph)
- Hệ số bay lướt dài cực đại: 46-47
- Vận tốc xuống: 0,58 m/s (114 ft/phút)